# ويليام مورغان (حرفي)
ويليام مورغان (بالإنجليزية: William Morgan) هو حرفي أمريكي، ولد في 7 أغسطس 1774 في كولبيبر في الولايات المتحدة، وتوفي في 1826.